# 紫彩血蛤
紫彩血蛤（学名：Nuttallia olivacea），是帘蛤目紫云蛤科圆滨蛤属的一种。主要分布于中国大陆，常栖息在潮间带。
种加词 olivacea 意为“橄榄状的”、“卵圆形的”。